# 贝璐瑛
贝璐瑛（1945年—），中华人民共和国翻译家，1965年考入北京第二外国语学院英语系学习，毕业后先后在中国科学院、国家科委、国家经委、国家计委的外事部门工作，曾为方毅、朱镕基、李鹏等人接见外宾时当过翻译。

## 生平
1963年暑假，貝璐瑛到北京看望父親龙潜。一次晚間看演出，周恩來、鄧穎超夫婦也到了，他們沒坐在一起。周恩來一出現，全場起立鼓掌。演出結束退場時，鄧穎超看到龍潛，便過來打招呼。龍潛向鄧穎超介紹貝璐瑛說：“這是我女兒。”本來很慈祥的鄧穎超突然沉下臉來，看着貝璐瑛說：“你媽媽貝海燕是上海工人，是個堅定的革命者，是個好幹部，非常好的幹部！你要好好向你媽媽學習！”回到長沙後，貝璐瑛將鄧穎超的話告訴了貝海燕，貝海燕感動得流淚。
1965年，貝璐瑛考入北京第二外国语学院英语系学习。1966年“文革”开始，工作组进校，她被选为“文革副主席”。
1974年，在中国科学院工作。1981年，在美国得克萨斯州的理工学院公费进修。

## 家庭
父亲龙潜，上世纪30年代参加革命，曾任全国政协常委、新闻出版局副局长；母亲贝海燕，1936年参加革命，曾任湖南省纺织厅厅长。
其育有一子贝志城，北京大学力学系1992级学生，1997年退学创业，“朱令铊中毒事件”受害者朱令的高中同学。